# Atlante (personaggio)
Atlante è un personaggio dell'Orlando Innamorato, opera di Matteo Maria Boiardo, e dell'Orlando Furioso, opera di Ludovico Ariosto. È un mago musulmano, che ha allevato Ruggero. 

## Il personaggio

### Atlante nell'Orlando Furioso

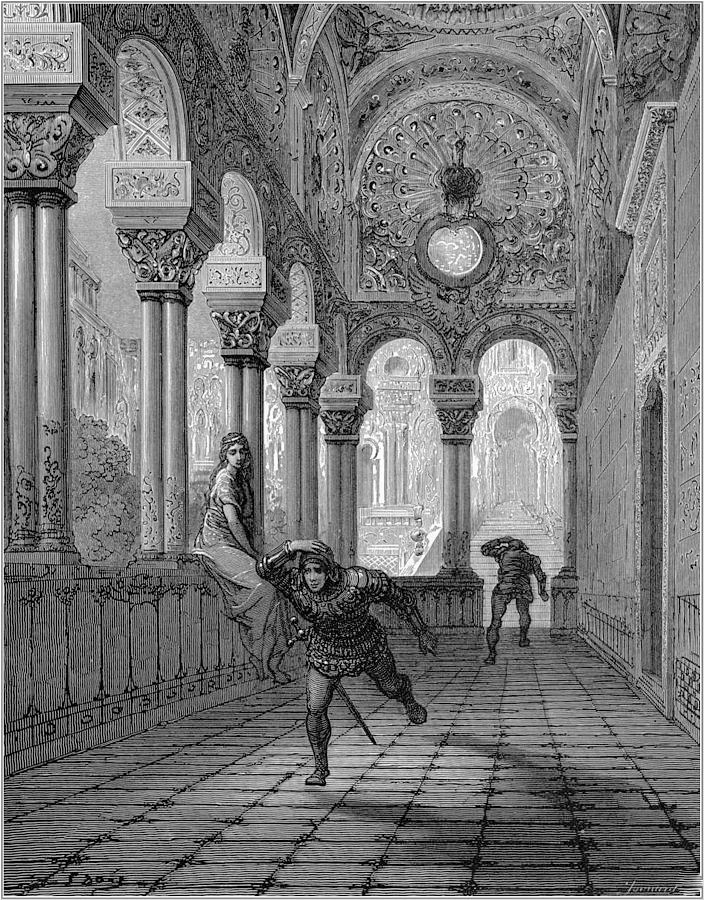
Il palazzo del mago Atlante, illustrazione di Gustave Doré.

Atlante, tramite un incantesimo, rinchiude Ruggero in un castello che incanta le persone tramite illusioni dei loro cari. Il mago con la sua veggenza sa infatti che qualora Ruggero dovesse sposarsi con Bradamante, e con lei avere figli, la vita dell'eroe sarebbe molto breve.
Bradamante allora sottrae al ladro Brunello un anello magico, in grado di annullare gli incantesimi, e parte alla volta del castello di Atlante. Il mago viene sconfitto da Bradamante e la donna guerriera chiede la liberazione di Ruggero: tuttavia, prima che Ruggero possa ricongiungersi con Bradamante, l’ippogrifo del mago musulmano lo rapisce e lo porta nella remota isola della maga Alcina.
Dopo che Ruggero viene liberato dall’isola di Alcina, Atlante si reca in Francia e crea un nuovo castello incantato. A un certo punto Astolfo giunge al castello, inseguendo l’illusione del suo cavallo, e si rende conto dell’inganno di Atlante, perciò consulta un libro magico e trova la formula per farlo scomparire. Atlante allora prova a mettere i cavalieri contro Astolfo, ma quest’ultimo li fa fuggire suonando un corno fatato. Il mago muore di dolore per non essere riuscito a proteggere Ruggero.
Verso la fine del Furioso l’anima di Atlante emergerà dalla sua tomba durante uno scontro tra Ruggero (al fianco di Bradamante) e Marfisa per rivelare che i due sono gemelli ed hanno origine cristiana. Avendo saputo la verità, Marfisa decide di convertirsi al Cristianesimo e verrà battezzata.

## Fortuna del personaggio
Atlante è un personaggio dell'opera in tre atti Il palazzo incantato, musicata da Luigi Rossi e rappresentata per la prima volta il 22 febbraio 1642. Il libretto dell'opera venne scritto dal cardinale Giulio Rospigliosi (futuro papa Clemente IX). Il primo interprete del personaggio fu il falsettista Lorenzo Sances.

## Nella cultura di massa
- Nello sceneggiato televisivo Orlando furioso del 1975 diretto da Luca Ronconi, Atlante è interpretato da Orazio Costa.
- Nel film del 1983 I paladini: storia d'armi e d'amori, Atlante è interpretato da Maurizio Nichetti.